# 楊思区
楊思区（ようし-く）は中華人民共和国上海市にかつて存在した区。現在の浦東新区の一部に相当する。

## 歴史
1927年（民国16年）に設置された。1956年に高橋区及び洋涇区と合併し東郊区に再編された。